# Anslo Garrick, 2e partie
Pour les articles homonymes, voir Garrick.
Anslo Garrick, 2e partie (Anslo Garrick : Conclusion) est le dixième épisode de la première saison de la série policière américaine Blacklist et diffusé sur NBC aux États-Unis le 2 décembre 2013.

## Synopsis
Elizabeth infiltre le blacksite du FBI et désarme les brouilleurs de signaux avec l'aide d'Aram pour appeler en renfort mais ils sont capturés par Garrick. Dans un effort pour sauver Elizabeth, Red contraint Ressler à lui donner le mot de passe, et se rend à Garrick. Elizabeth échappe à la captivité pendant l'escapade, et grâce à un contact nommé Reddington avant son évasion, une femme nommée «M. Kaplan» (Susan Blommaert), Elizabeth apprend qu'une personne non identifiée assure la surveillance de tous les membres de l'unité spéciale. Une découverte faite par Aram conduit Elizabeth à l'équipe de surveillance stationnée dans le bâtiment de l'autre côté de la rue où vit la jeune femme. En captivité, Red résiste à la torture et évite de parler à un ancien collègue, Alan Fitch, (Alan Alda), qui a embauché Garrick pour le capturer afin de connaître les intentions de Red après s'être rendu au FBI. Fitch demande à Garrick de libérer, malgré l'envie de Garrick de tuer Red. Red parvient plus tard à tuer Garrick avec une paire de ciseaux chirurgicaux et s'échappe avant qu'une équipe de sauvetage du FBI dirigée par Elizabeth n'entre en scène. Un Ressler hospitalisé est visité par son ancienne fiancée à laquelle il a fait allusion dans l'épisode précédent, Audrey Bidwell. Reddington est recherché par l'unité spéciale. Red fait un autre appel téléphonique à Elizabeth indiquant qu'il sera là pour elle si nécessaire. Liz demande à Red s'il est son vrai père, mais ce dernier nie et donne un autre avertissement à propos de Tom avant de disparaître dans la foule.

## Réception

### Audiences
Anslo Garrick Conclusion est diffusé sur NBC le 2 décembre 2013 à 21h et a recueilli une note de 3,2/9 sur l'échelle de Nielsen avec 11,67 millions de téléspectateurs, ce qui en fait l'émission la mieux notée dans son créneau horaire et la neuvième émission de télévision la plus regardée de la semaine.
En France, diffusé une semaine après la première partie et à 20h55 le 17 septembre 2014 sur TF1, Anslo Garrick - 2e partie totalise 22,2% de part de marché avec 5,61 millions de téléspectateurs.

### Critiques
Jason Evans de The Wall Street Journal a donné une critique positive de l'épisode en déclarant: « Wow !! Tellement emballé par cette heure passionnante de la télévision! Je peux à peine traiter tout ce qui s'est passé. Après le show, NBC annonce que The Blacklist reviendra le 13 janvier, un hiatus beaucoup plus court que certains avaient craint Yippee !! Je ne peux pas attendre qu'il revienne! ».
Jodi Walker de Entertainment Weekly a préféré le « rythme ciblé et rapide » de Anslo Garrick plus qu'à Anslo Garrick Conclusion. Elle a poursuivi en disant: « L'épisode de lundi nous a donné au moins quelques-unes des réponses que nous attendions, à savoir: les espions mangeurs de pommes et les implications de la paternité. Devinez que cette chose est un marathon, pas un sprint, pour mieux rester hydraté ».